# Tapuscrit

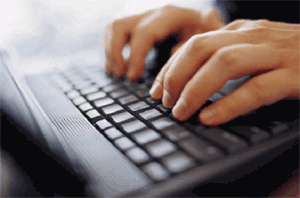
Usage d'un clavier pour créer un texte.

Un tapuscrit est un document rédigé à l'aide d'une machine à écrire ou d'un ordinateur.

## Origine du mot
Le mot « tapuscrit » vient du mot « manuscrit » où on a remplacé « manu » (latin pour « main ») par le néologisme « tapu » pour indiquer que le document a été « tapé » sur un clavier plutôt qu'écrit à la main.
En littérature et dans l'édition, le terme indique une notion d'original, de création, comme c'est le cas d'un manuscrit, qui précède l'impression et la publication d'un ouvrage.